# Cheval au Costa Rica
Le cheval au Costa Rica (espagnol : caballo) est représenté par une unique race locale, le Paso du Costa Rica, descendant d'animaux amenés par les colons espagnols, et ancêtres du Criollo. L'équitation de loisir est devenue la principale motivation des éleveurs, mais le cheval sert toujours de moyen de transport et de monture d'équitation de travail dans les régions rurales, en particulier dans le Guanacaste. Les traditions des cavaliers de travail, les sabaneros, sont en voie de folklorisation et de disparition.
Le Costa Rica est un foyer pour plusieurs maladies et parasitoses, dont la fièvre du Nil occidental et la pythiose, spécifiques aux milieux tropicaux humides.

## Histoire
Des fossiles de chevaux sauvages datant de la Préhistoire ont été retrouvés sur tout le continent américain, mais le cheval disparaît environ 10 000 ans av. J.C., peut-être sous la pression de la chasse des populations humaines. L'espèce est réintroduite par des explorateurs et des colons européens sous sa forme domestique, au XVe siècle.
L'Amérique centrale, au sens de l'isthme entier, est le premier lieu d'arrivée non-insulaire du cheval importé par les Espagnols dans les Amériques, après son acclimatation aux Antilles. Les premières preuves d'arrivée du cheval sur le territoire du Costa Rica remontent à 1569. Le gouverneur Pedro Afán de Ribera y amène des chevaux depuis le Nicaragua. Il justifie un peu plus tard leur coût d'importation vers Nombre de Jesús (es) par le fait que le climat du Costa Rica soit nuisible aux chevaux, disant que cette région « est très accidentée et montagneuse, humide et source de maladies, et on ne peut profiter des chevaux, ni en élever ».
Le gouverneur suivant, Alonso Anguciana de Gamboa (es), s'engage en 1578 à introduire 500 juments d'une valeur estimée de 2 000 pesos-or au Costa Rica, mais n'a vraisemblablement pas tenu cet engagement, car le capitaine Diego de Artieda reçoit des capitulations en décembre pour demander le peuplement en colons et en chevaux des lieux non-habités du Costa Rica. Pendant trois ans, chacun de ces lieux reçoit cent chevaux et juments.
Début 1581, le Costa Rica compte au moins 300 chevaux achetés à León, qui formeront vraisemblablement la base du cheptel local.

### AuXXesiècle
D'après Cabrera, en 1945, le Costa Rica héberge « deux chevaux au kilomètre carré ». Il décrit la plupart des animaux locaux comme des Criollo, bien que certains grands propriétaires croisent leur cheptel avec des races importées d'Amérique du Nord et d'Angleterre. Leur taille va de 1,25 m à 1,50 m, avec une moyenne autour de 1,35 m. Leur couleur de robe est alezan, baie, noire ou grise pommelée.
En 1961, sur la base des données de la FAO, la population chevaline du Costa Rica est estimée à 97 000 têtes.

## Pratiques et usages
L'équitation de loisir constitue désormais la principale motivation à l'élevage équin. Cependant, dans de nombreuses régions du Costa Rica, le cheval reste employé comme moyen de transport, et les enfants apprennent l'équitation parfois dès l'âge de 4 ans. 
Le Costa Rica dispose d'une police montée, qui utilise des souches de chevaux croisées. Les chevaux des gardes montés du parc national de Santa Rosa, dans le Guanacaste, peuvent devenir des agents de dispersion des graines de l'arbre Guanacaste (Enterolobium cyclocarpum) s'ils en ont au préalable consommé les fruits.

### Travail du bétail

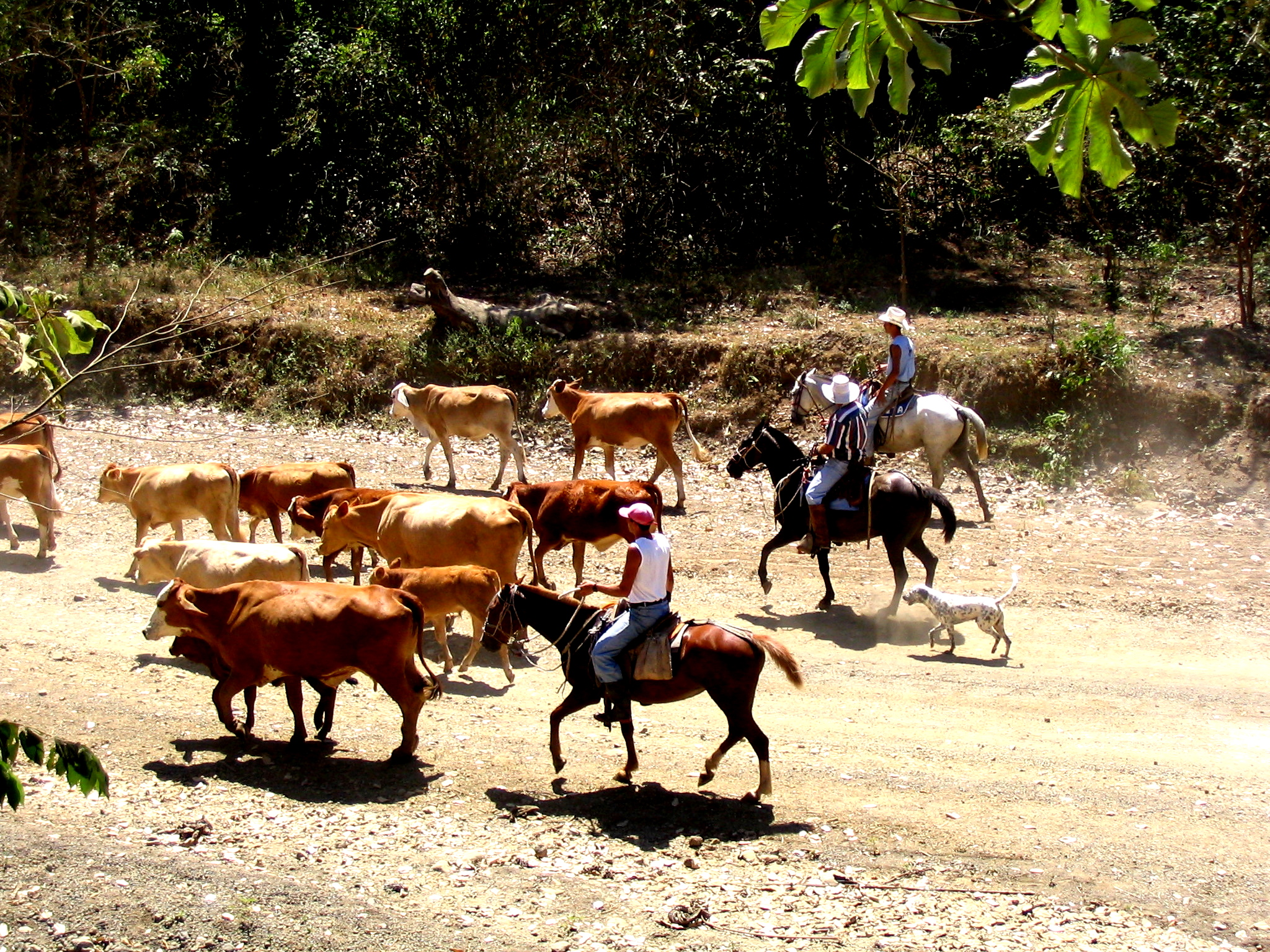
Sabaneros du Costa Rica guidant du bétail à cheval.

Le cheval est monté au travail avec le bétail bovin, mais la faible rentabilité de cette activité a conduit de nombreux élevages à fermer durant les années 2000. Les sabaneros, cavaliers qui travaillent avec des bovins, sont réputés pour leur habileté à dresser un cheval en quelques heures. Ils mènent une vie généralement pauvre et solitaire. Les cavaliers sont particulièrement nombreux dans la région du Guanacaste, en raison du coût des véhicules motorisés et du mauvais état des routes,,. Leur pratique régulière fait des habitants locaux d'excellents cavaliers. La région du Guanacaste est d'ailleurs surnommée « Far West costaricien » pour cette raison.
Les traditions des sabaneros tendent à disparaître, le bétail étant de plus en plus souvent transporté par camion, tandis que les plaines sont de plus en plus clôturées, limitant leurs possibilités de déplacement à cheval.

### Matériel équestre
La selle et les fers à cheval ne sont pas toujours employés au Costa Rica, certains chevaux étant montés en simple licol de corde (jáquima) et sans mors. L'absence d'usage d'un mors peut déconcerter les personnes habituées à en utiliser un, le cheval réagissant alors à des tractions sur son licol et des frottements avec la corde.
La selle locale (monturas) est généralement proche d'une selle de style western.

### Tourisme équestre

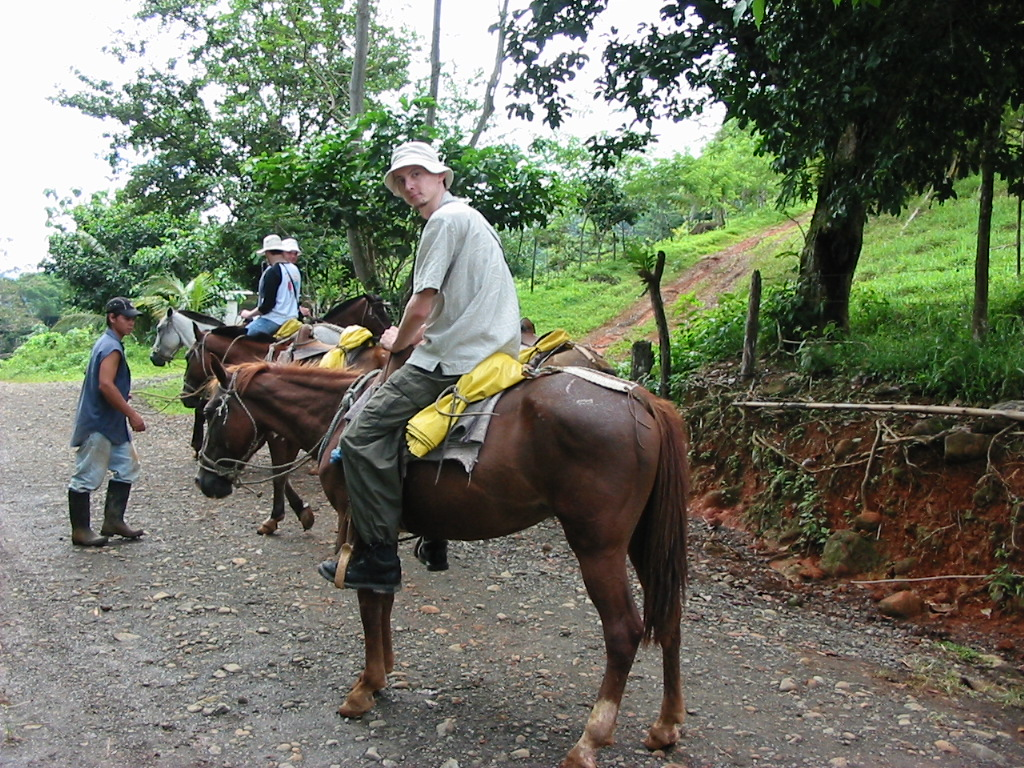
Tourisme équestre au Costa Rica, avec un cheval monté en jáquima.

Le cheval sert aussi de monture pour le tourisme équestre. L'offre de tourisme équestre monté est abondante dans tout le Costa Rica, tout particulièrement dans le Guanacaste, avec de petits chevaux de type Criollo. Le Costa Rica est réputé pour son écotourisme, une activité qui peut impliquer le cheval. Cependant, la qualité des prestations proposées est très variable, certains prestataires mettant au travail des animaux mal nourris et mal soignés. Les chevaux costaricains, de petite taille, peuvent aussi rencontrer des difficultés pour porter des touristes trop lourds pour eux.

### Industrie pharmaceutique
Les chevaux de l′Instituto Clodomiro Picado du Costa Rica sont prélevés pour produire, entre autres, des antivenins contre Bothrops asper, Crotalus durissus et Lachesis muta stenophry,.

## Élevage
En 2017, selon l'ouvrage Equine Science, la population chevaline du Costa Rica est estimée à 118 333 têtes, ce qui représente 0,20 % de la population chevaline mondiale. Chris J. Mortensen fournit une estimation de 126 000 têtes en 2014. Il n'existe pas d'estimation dans le guide Delachaux. 

### Races élevées

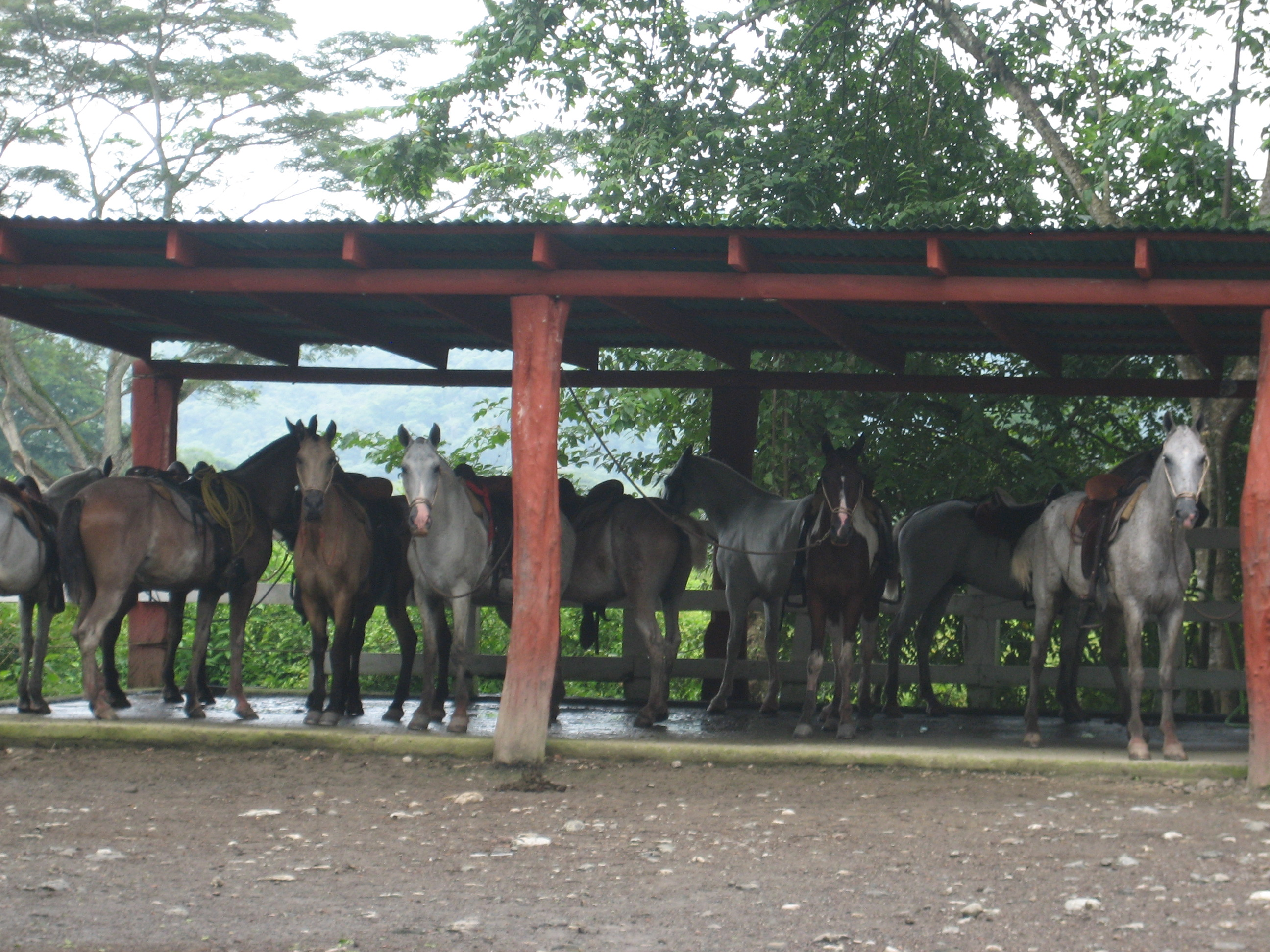
Groupe de chevaux au Costa Rica en 2010.

La base de données DAD-IS et la plupart des encyclopédies, dont celle de CAB International, recensent une seule race de chevaux élevée sur place, le Paso du Costa Rica (espagnol : Caballo Costarricense de Paso),,. Ce cheval léger de type Criollo, destiné à la selle ainsi qu'au travail avec le bétail, présente souvent des allures supplémentaires et mesure en général 1,42 m à 1,52 m de haut. Une association s'est créée à la fin du XXe siècle pour le préserver, la Associación de Criadores del Caballo Costarricense de Paso.
D'après le zoologue Ángel Cabrera (1945) les chevaux d'Amérique centrale sont très homogènes, proche d'un type hispanique-barbe, et ne présentent de légères variations qu'en raison de différences environnementales.
Le Costa Rica dispose aussi d'une association de race pour le Pure race espagnole (PRE), un cheval ibérique également reconnu au Guatemala : la Associación Costarricense de Criadores de Caballos de Pura Raza Española. Il existe une tradition d'élevage du PRE, en particulier pour la pratique de l'attelage. La plupart des PRE du Costa Rica portent une robe grise.

### Maladies et parasitisme
Le climat tropical du Costa Rica implique des pluies abondantes une partie de l'année, induisant la présence de maladies chevalines spécifiques à cet environnement.
39 cas de pythiose équine, ou « cancer des marais » (causée par Pythium insidiosum), avec présence de lésions d'apparence tumorale, sont relevés chez des chevaux costarmoricains entre 1981 et 1984. En 1999, un cas de mortalité massive chez des chevaux d'un élevage costarmoricain est probablement dû à une intoxication par des alcaloïdes pyrrolizidiniques provenant de Heliotropium indicum.
Les échantillons de sérum de 315 chevaux du Costa Rica ont été examinés en 2011 pour détecter la présence d'anticorps contre Sarcocystis neurona, Neospora spp. et Toxoplasma gondii ; Des anticorps à S. neurona ont été trouvés chez 42,2 % des chevaux analysés, des anticorps à Neospora spp. chez 3,5 % des chevaux, un seul de ces chevaux ayant été confirmé séropositif. Des anticorps contre T. gondii ont été trouvés chez 34 % des chevaux testés. Cette étude suggère aussi que Didelphis marsupialis est un hôte définitif pour ce dernier parasite, et une source d'infection potentielle pour les chevaux.
Les chevaux des vallées centrales du pays, utilisés pour l'élevage et les loisirs et qui vivent en écurie sans accès aux pâturages, ont une probabilité significativement plus élevée d'être séropositifs à l'influenza A. Des maladies causées par l'anémie infectieuse équine sont signalées au Costa Rica, mais aucun des chevaux testés en 2014 n'était séropositif. L'herpès équin de type 1 est présent à faible fréquence (5 %), alors que l'herpès de type 4 est très fréquent (96 %). L'artérite virale équine est également présente (5 %).
La piroplasmose est aussi signalée au Costa Rica.

#### Fièvre du Nil occidental
Les chevaux du Costa Rica sont touchés par la fièvre du Nil occidental : une enquête épidémiologique menée en 2004 montre que 28 % des chevaux analysés sont producteurs d'anticorps contre cette maladie. Une nouvelle analyse menée sur les chevaux des vallées centrales du pays en 2014 conclut à 44,2 % de producteurs d'anticorps.
Les animaux âgés de plus de 3 ans, utilisés pour du travail ou du sport et ayant accès à des pâturages, sont plus susceptibles d'y être séropositifs.

## Dans la culture

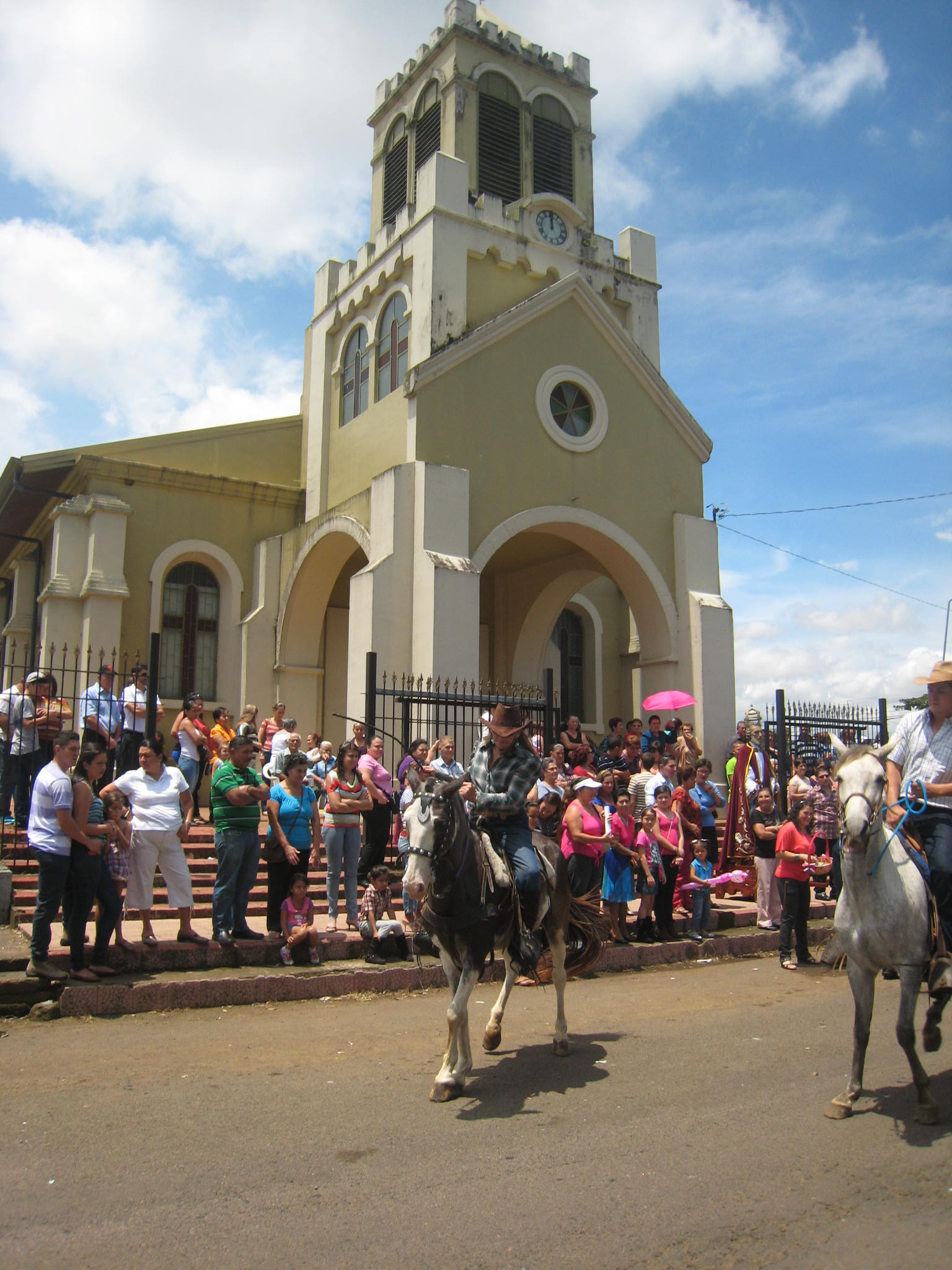
Bénédiction de chevaux à l'église San Pedro, de Santa Bárbara de Heredia.

Malgré un climat local défavorable aux chevaux, les habitants du Costa Rica ont préservé leurs traditions équestres. Les traditions sabaneros du Guanacaste sont cependant de plus en plus romantisées et folklorisées, en particulier sous l'influence du tourisme.